# Lola Randl

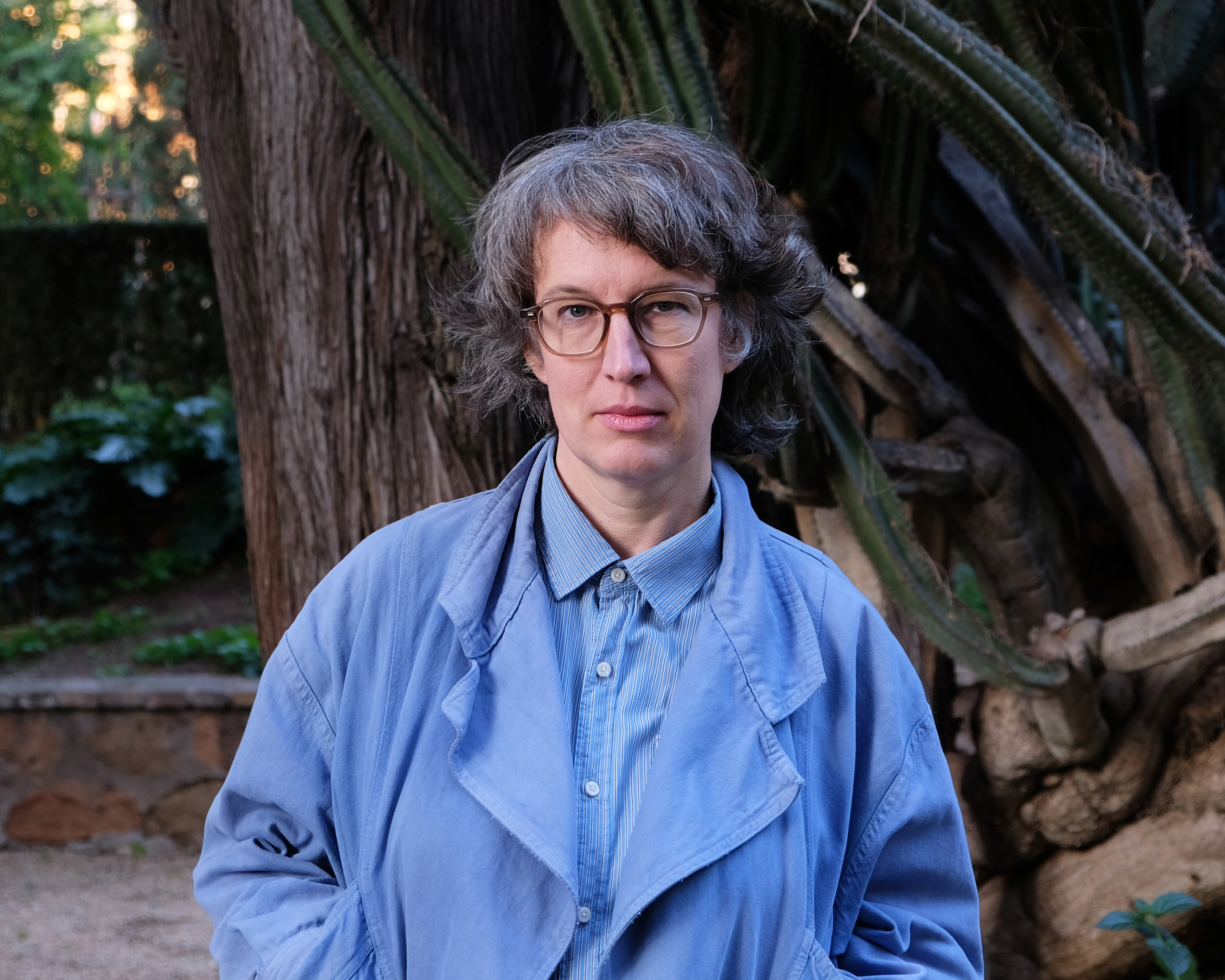
Lola Randl (2024)

Lola Randl (* 1980 in München) ist eine deutsche Filmregisseurin, Drehbuchautorin und Schriftstellerin.

## Leben und Wirken
Lola Randl wurde 1980 als Tochter von Marie Randl-Entrup und Joe Mubare geboren. Sie wuchs abwechselnd bei ihrer Mutter, in einer Öko-Kommune in der Oberpfalz, und bei ihrem Vater auf. Von 2001 bis 2006 an der Kunsthochschule für Medien in Köln und war 2007 Absolventin der Drehbuchwerkstatt München. Während ihrer Ausbildung entstanden erste, zum Teil preisgekrönte Kurzfilme.
2014 erwarb Randl mit ihrem Lebensgefährten die ehemalige Schlossgärtnerei in Gerswalde, die in den folgenden Jahren unter dem Namen „Der Große Garten“ zum Ausflugs- und Sehnsuchtsort Berliner und internationaler Dorfromantiker wurde, was in der Gemeinde Gerswalde kontrovers aufgenommen wird.
Ihr Spielfilmdebüt gab sie 2008 mit dem Film Die Besucherin, der im Rahmen der Berlinale uraufgeführt wurde. Während den Dreharbeiten zu ihrem zweiten Langfilm „Die Erfindung der Liebe“ verstarb die junge Hauptdarstellerin Maria Kwiatkowsky. Nach einer kurzen Schockphase, in der Randl den Film “Die Libelle und das Nashorn” drehte, wurde „Die Erfindung der Liebe“ fertiggestellt, indem der Tod der Darstellerin zum Thema gemacht und in den Film integriert wurde.
Die Umstände zum Thema machen war auch der Kernpunkt der Serie „Landschwärmer“ (WDR, 2 Staffeln; Folgen 2011–2014), die die Landsehnsucht verschiedener Städter und die Lebensrealität der Dorfbewohner ironisch verfolgt.
Von Bienen und Blumen (DE 2018) erlebte seine Uraufführung in der Reihe „Neues Deutsches Kino“ im Juli 2018 beim Münchner Filmfest. Der skurrile Dokumentarfilm handelt spielerisch von experimentellem Dorfleben in der brandenburgischen Uckermark.
2019 erschien ihr erster autofiktionaler Roman Der Große Garten, der es auf die Longlist des Deutschen Buchpreises schaffte. Mit ihrem zweiten Roman Die Krone der Schöpfung (2020) läutete Randl, so der Rezensent Gustav Seibt, die „zweite Welle der Corona-Literatur ein“.
Am 17. Februar 2022 erschien der Roman „Angsttier“ beim Verlag Matthes & Seitz Berlin.

## Filmografie (Auswahl)
- 2001: Vom Bett aus bedacht (Kurzfilm), (Drehbuch und Regie)
- 2003: Geh aus mein Herz (Kurzfilm), (Drehbuch und Regie)
- 2004: Nachmittagsprogramm (Kurzfilm), (Drehbuch und Regie)
- 2006: Wohlfühlwochenende (Kurzfilm), (Drehbuch und Regie)
- 2006: Verena Verona (Kurzfilm), (Drehbuch und Regie)
- 2007: (Die Leiden des Herrn Karpf:) Morbus Bechterew (Kurzfilm), (Drehbuch, Kamera und Regie, zusammen mit Rainer Egger)
- 2008: Die Besucherin, (Drehbuch und Regie)
- 2008: Die Leiden des Herrn Karpf: Der Besuch (Kurzfilm), (Drehbuch, Kamera und Regie, zusammen mit Rainer Egger)
- 2009: Die Leiden des Herrn Karpf: Der Geburtstag (Kurzfilm), (Drehbuch, Kamera und Regie, zusammen mit Rainer Egger)
- 2010: Die Leiden des Herrn Karpf: Die Gehirnerschütterung (Kurzfilm), (Drehbuch, Kamera und Regie, zusammen mit Rainer Egger)
- 2012: Die Libelle und das Nashorn, (Drehbuch und Regie)
- 2013: Die Erfindung der Liebe, (Drehbuch und Regie)
- 2014: Landschwärmer (Fernsehserie, Drehbuch und Regie)
- 2017: Fühlen Sie sich manchmal ausgebrannt und leer? (Drehbuch und Regie)
- 2018: Von Bienen und Blumen

## Einzeltitel
- Der Große Garten. Roman. Verlag Matthes & Seitz, Berlin 2019, ISBN 978-3-95757-709-2.
- Die Krone der Schöpfung. Roman. Verlag Matthes & Seitz, Berlin 2020, ISBN 978-3-7518-0006-8.
- Angsttier. Roman. Verlag Matthes & Seitz, Berlin 2022, ISBN 978-3-7518-0060-0.

## Auszeichnungen
- 2004: Bester Deutscher Kurzfilm der Regensburger Kurzfilmwoche für Nachmittagsprogramm
- 2009: Prix UIP Berlin für Die Leiden des Herrn Karpf – Der Geburtstag bei den 59. Internationalen Filmfestspielen Berlin
- 2009: Nominierung für den Europäischen Filmpreis in der Kategorie Bester Kurzfilm für Die Leiden des Herrn Karpf – Der Geburtstag
- 2009: Förderpreis des Landes Nordrhein-Westfalen
- 2012: Nominierung für den German Independence Award – Bester deutscher Film beim Filmfest Oldenburg für Die Libelle und das Nashorn
- 2013: Nominierung für den German Independence Award – Bester deutscher Film beim Filmfest Oldenburg für Die Erfindung der Liebe
- 2013: Nominierung für den German Independence Award – Publikumspreis beim Filmfest Oldenburg für Die Erfindung der Liebe
- 2013: Nominierung für den  Preis Bester deutschsprachiger Langfilm beim Filmfest Zürich für Die Erfindung der Liebe
- 2016: Nominierung für den Grimme-Preis in der Kategorie Fiktion/Spezial für den Spielfilm Die Erfindung der Liebe[6]
- 2019: Publikumspreis zum Franz-Tumler-Literaturpreis[7]
- 2021: Franz Hessel Preis für den Roman Der Grosse Garten